# قيقب مدبب
القيقب المدبب نوع نباتي ينتمي إلى جنس القيقب من الفصيلة الصابونية.